# Classis Syriaca
La Classis Syriaca, fu una flotta provincialis, istituita in modo permanente da Tiberio o da Vespasiano. Aveva il compito di sorvegliare il Mediterraneo nord-orientale lungo le coste di Siria, Giudea e Asia Minore meridionale, oltre a fornire appoggio logistico ad eventuali spedizioni militari contro i vicini Parti, anche trasferendovi navi lungo il fiume Eufrate.

## Storia
In assenza di una forte presenza romana in Oriente, i pirati cilici e cretesi poterono agire indisturbati, a partire dagli inizi del I secolo a.C., anche grazie all'appoggio del re del Ponto, Mitridate VI, il quale vedeva in loro degli alleati contro l'espansionismo romano. Non a caso nel 102 a.C. il consolare Marco Antonio Oratore condusse una campagna nell'area cilicia, tanto che in seguito ai successi riportati sulle popolazioni piratiche, venne costituita nel 101-100 a.C. una seconda provincia romana, quella di Cilicia.
Trent'anni più tardi, mentre Lucullo otteneva significativi successi sia contro Mitridate, sia contro il regno d'Armenia di Tigrane II, a Tigranocerta (69 a.C.), Artaxata, Nisibis e Comana Pontica (68 a.C.), Gneo Pompeo Magno riusciva a ripulire l'intero bacino del Mediterraneo dai pirati, strappando loro l'isola di Creta, le coste della Licia, della Panfilia e della Cilicia, dimostrando straordinaria disciplina ed abilità organizzativa (nel 67 a.C.). L'incarico affidato a Pompeo, fu inizialmente circondato da polemiche. La fazione conservatrice del Senato era sospettosa sulle sue intenzioni ed impaurita dal suo potere. Gli ottimati provarono con ogni mezzo ad evitarla. Significativamente, Cesare faceva parte di quella manciata di senatori che sostennero il comando di Pompeo fin dall'inizio. La nomina allora fu avanzata dal tribuno della plebe Aulo Gabinio che propose la Lex Gabinia, che assegnava a Pompeo il comando della guerra contro i pirati del Mediterraneo per tre anni, con un ampio potere che gli assicurava il controllo assoluto sul mare ed anche sulle coste per 400 stadi all'interno (70 km circa), ponendolo al di sopra di ogni capo militare in oriente. Oltre a ciò, gli si dava il potere di scegliere 15 legati dal Senato, da distribuire nelle principali zone di mare, prendere il denaro che desiderava dal Tesoro pubblico e dagli esattori delle tasse.
L'esercito che Gneo Pompeo Magno avrebbe potuto mettere insieme e distribuire in tutto il Mediterraneo, secondo le disposizioni del Senato, doveva inizialmente contare su 500 navi, 120.000 armati (pari a circa 30 legioni) e 5.000 cavalieri, sottoposte al comando di 24 pretori e 2 questori, ed una cifra complessiva di 1.000 talenti attici. Sappiamo da Floro che Pompeo chiese aiuto anche alla flotta dei Rodii. In realtà gli effettivi non contarono più di 270 navi (tra cui anche delle hemiolie), 4.000 cavalieri e 120.000 armati, sottoposti al comando di 14 legati (secondo Floro) o 25 (secondo Appiano di Alessandria) qui di seguito elencati:

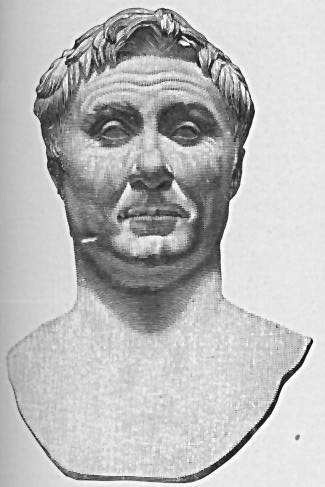
Gneo Pompeo Magno, vincitore della terza ed ultima fase della guerra contro Mitridate del Ponto.

1. Gellio (console nel 72 a.C.), a capo del mare toscano;[14][15]
2. Gneo Cornelio Lentulo Clodiano nell'alto Adriatico,[15] alle cui dipendenze potrebbero essere stati posti i giovani figli di Pompeo (Gneo il Giovane e Sesto) e non come vorrebbe Floro, questi ultimi posti a guardia del mare egizio;[14][16]
3. Plozio Varo sul Mar di Sicilia;[14][15]
4. Attilio nel golfo ligure (secondo Floro[14]) o il mare di Sardegna-Corsica (secondo Appiano[15]);
5. Pomponio nel golfo gallico;[14][15]
6. Torquato nelle acque delle Baleari;[14][15]
7. Tiberio Nerone nello Stretto di Gades;[14][15]
8. Lentulo Marcellino sul mar libico-africano;[14][15]
9. Terenzio Varrone sul basso Adriatico fino all'Acarnania;[14][15]
10. Lucio Sisenna su Peloponneso, Attica, Eubea, Tessaglia, Macedonia e Beozia;[15]
11. Lucio Lollio sull'alto Egeo e le sue isole fino all'Ellesponto;[15]
12. Publio Pisone sul Ponto Eusino nei mari di Tracia e Bitinia, a nord della Propontide;[15]
13. Metello sopra l'Egeo orientale, la Ionia meridionale, la Licia, il Panfilio, Cipro e la Fenicia;[14][15]
14. Cepione sul Mar asiatico;[14]
15. Porcio Catone doveva chiudere i passaggi della Propontide.[14]

La Cilicia vera e propria (Trachea e Pedias), che era stata covo di pirati per oltre quarant'anni, fu così definitivamente sottomessa. In seguito a questi eventi la città di Tarso divenne la capitale dell'intera provincia romana. Furono poi fondate ben 39 nuove città. La rapidità della campagna indicò che Pompeo aveva avuto talento, come generale, anche in mare, con forti capacità logistiche. Chiamata anche Classis Syriaca Seleucena fu, quindi, istituita in modo non permanente negli anni 66-63 a.C. da Gneo Pompeo Magno per debellare i pirati della Cilicia che rendevano insicure le rotte commerciali del Mediterraneo orientale e del mare Egeo.
Diventò operativa come flotta stabile sotto l'imperatore Vespasiano attorno al 66-70, o forse già sotto Tiberio quando il governatore della Siria era Gneo Calpurnio Pisone. Durante, infatti, la prima guerra giudaica dal 66 al 70, le truppe di terra romane furono appoggiate da quelle marittime, che ingaggiarono apri combattimenti con quelle degli Ebrei, come ci racconta Giuseppe Flavio. Nel giugno del 67, infatti, la V legione andò sul monte Garizim a reprimere una ribellione di Samaritani, mentre il legato di Vespasiano, Marco Ulpio Traiano conquistò Iafa, uccidendo 12.000 difensori. Vespasiano fece svernare le sue legioni a Cesarea e quella di Tito a Scitopoli. Alcuni Giudei si rifugiarono a Ioppe (l'attuale Jaffa), distrutta l'anno prima da Cestio. La città venne ricostruita e divenne la base delle numerose azioni di pirateria che i Giudei compirono nel periodo successivo, ma i Romani la conquistarono sfruttando una tempesta che aveva distrutto la flotta pirata.
Anche durante le numerose guerre romano-partiche, fin dal tempo di Traiano, la flotta romana servì come fonte di approvvigionamento e/o trasporto delle legioni romane, tanto che il successore, Publio Elio Traiano Adriano, istituì una flotta permanente lungo il fiume Eufrate. Ricordiamo, infatti, che nel corso delle campagne militari del 115 e 116, le armate romane furono accompagnate fino a Ctesifonte e poi al golfo persico dalla flotta, seguendo i corsi dei fiumi Eufrate e Tigri. Identica situazione si ripeté anche durante le campagne partiche di Lucio Vero, quando le armate romane occuparono l'importante roccaforte di Dura Europos sull'Eufrate.
Poi le armate romane vittoriose penetrarono ancor più profondamente lungo i grandi corsi d'acqua della regione, raggiungendo prima Seleucia, che aveva preferito aprire le porte cittadine al nemico, e poi occupando, dopo un lungo assedio, la capitale Ctesifonte, che fu lasciata ad un cumulo di macerie. Anche Seleucia subì la stessa sorte malgrado si fosse arresa senza combattere. Sappiamo di vexillationes della Classis Misenatis, inviate a Seleucia Pieriae al tempo dell'imperatore Marco Aurelio (anno 166) durante le campagne partiche di Lucio Vero, come le triremi Tigride e Virtute.
Trent'anni più tardi, fu la volta di Settimio Severo, il quale, costruita una flotta, percorse l'Eufrate con navi estremamente rapide, dove raggiunse prima Dura Europos, proseguì per Seleucia che occupò, dopo aver messo in fuga la cavalleria catafratta dei Parti. L'avanzata proseguì con la cattura di Babilonia che poco prima era stata abbandonata dalle forze nemiche e, verso la fine dell'anno, anche la stessa capitale dei Parti, Ctesifonte, fu posta sotto assedio. La città ormai circondata, tentò inutilmente di resistere all'impressionante macchina militare che l'imperatore romano era riuscito a mettere insieme (circa 150.000 armati). Quando ormai era prossima alla capitolazione, il re Vologase V abbandonò i suoi e fuggì verso l'interno dei suoi territori. La città fu saccheggiata e molti dei suoi abitanti furono trucidati barbaramente dai soldati romani, come era successo in passato ai tempi di Traiano (nel 116) e Lucio Vero (nel 165).
Ancora la flotta venne in soccorso alle armate di terra, quando, dopo la cocente sconfitta di Edessa che portò alla cattura dello stesso imperatore romano Valeriano (nel 260), la controffensiva romana portò Macriano (procurator arcae et praepositus annonae in expeditione Persica) a radunare a Samosata quello che rimaneva dell'esercito romano in Oriente, mentre il prefetto del pretorio, Ballista, riuscì a sorprendere i Persiani presso Pompeiopolis, catturando l'harem e molte ricchezze di Sapore I. Sulla strada del ritorno la sua flotta, diretta a Corico in Cilicia e Sebaste, incontrò lungo strada 3.000 Persiani, che mise in fuga.

## Porti
Sua base principale si trovava a Seleucia Pieriae (o Seleucia di Pieria, l'attuale Samandağ in Turchia). Città fondata come porto della vicina città di Antiochia, in epoca romana, in seguito alla riforma augustea dell'esercito romano fu base militare principale della Classis Syriaca. Si trattava di un porto artificiale, di forma quasi circolare di 16 acri, con un canale lungo 1.300 metri e largo tra i 130 ed i 150 metri, che conduceva al mare, costruito sembra al tempo di Vespasiano. Fu di importanza fondamentale per accogliere le truppe giunte da altre province, oltre a quelle della guardia pretoriana provenienti da Roma, ogni volta che era necessario compiere una campagna contro i Parti, ad esempio al tempo di Traiano, Lucio Vero, Settimio Severo o Caracalla. Al tempo di Diocleziano c'erano poi 500 addetti a mantenere libero il canale del porto da detriti. Il Codice Teodosiano menziona per gli anni 369-370 una flotta Classis Seleucena.

## Tipologia di imbarcazioni
Di questa grande flotta ci sono pervenuti, grazie ad alcune epigrafi i nomi di alcune imbarcazioni:
- 3 liburne: Capricornus,[33] Dulphinus (da Tiro[34]), Gryps (che stazionò anche ad Efeso nella provincia d'Asia[35]).

Abbiamo poi informazioni di numerose vexillationes di navi che qui si recarono, probabilmente accompagnando gli Imperatori romani in una delle loro campagne romano-partico-sasanidi. Ricordiamo ad esempio:
- la quinquereme Victoria della Classis Ravennatis, che transitò in Cilicia;[36]
- le triremi Fortuna,[37] Iove,[38] Libertas[39] Pace,[40] Pietas[41] della Classis Misenensis, che transitarono da Seleucia di Pieria;

## Il corpo di truppa
Anche per la flotta provinciale siriaca il numero degli effettivi si aggirava intorno a qualche migliaia tra legionari e ausiliari. Erano acquartierati ad Seleucia di Pieria. Sulla base, infatti, di numerosi diplomi militari, rilasciati al termine del periodo della ferma, risulta esservi stata in Syria una cohors II Classica sagittariorum.
Il comandante della flotta era il Praefectus classis ovvero il comandante di parte del mar Mediterraneo nord-orientale, proveniente dall'ordine equestre. A sua volta il diretto subordinato del praefectus era un sub praefectus, a sua volta affiancato da una serie di praepositi, ufficiali posti a capo di ogni pattuglia per singola località.
Altri ufficiali erano poi il Navarchus princeps, che corrisponderebbe al grado di contrammiraglio di oggi. Nel III secolo fu poi creato il Tribunus classis con le funzioni del Navarchus princeps, più tardi tribunus liburnarum.
La singola imbarcazione era poi comandata da un trierarchus (ufficiale), dai rematori e da una centuria di marinai-combattenti (manipulares / milites liburnarii). Il personale della flotta (Classiari o Classici) era perciò diviso in due gruppi: gli addetti alla navigazione ed i soldati. Il servizio durava 26 anni (contro i 20 dei legionari ed i 25 degli auxilia). Dal III secolo fu aumentato fino a 28 anni di ferma. Al momento del congedo (Honesta missio) ai marinai era data una liquidazione, dei terreni e di solito anche la cittadinanza concessa, essendo gli stessi nella condizione di peregrini al momento dell'arruolamento. Il matrimonio era invece permesso loro, solo al termine del servizio attivo permanente. Ricordiamo alcuni suoi praefecti classis:
- Sesto Cornelio Destro, di epoca adrianea;[47]